# Gainesville (Texas)
Gainesville város az USA Texas államában, Cooke megyében, melynek megyeszékhelye is.. Lakosainak száma 17 394 fő (2020. április 1.).

## Népesség
A település népességének változása:
| Lakosok száma | 2667 | 16 002 | 17 394 |
|               | 1880 | 2010   | 2020   |